# Hampstead, New Hampshire
Hampstead är en kommun (town) i Rockingham County i delstaten New Hampshire, USA med 8 523 invånare (2010). 

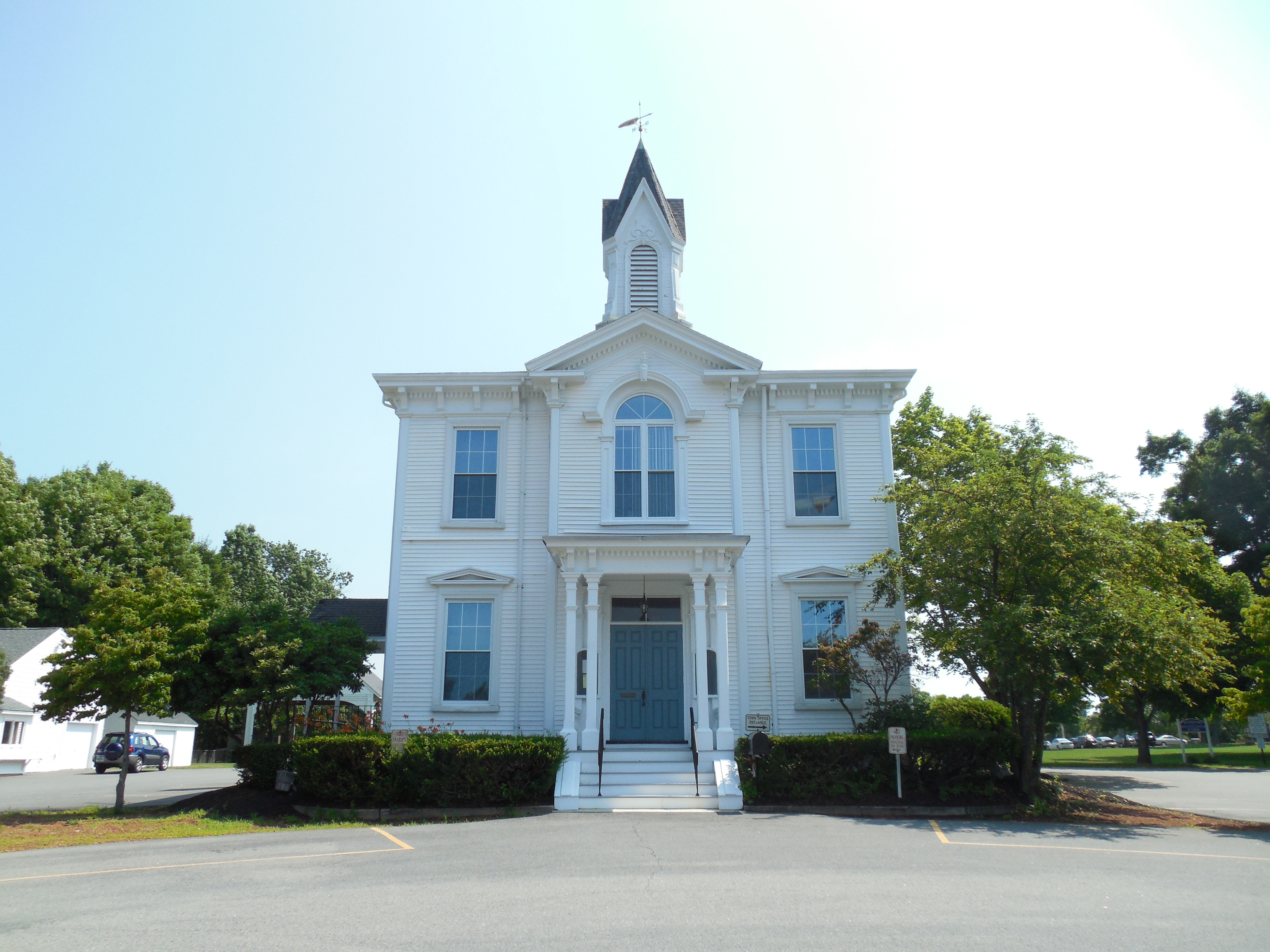